# Dianthus ketzkhovelii
Dianthus ketzkhovelii là loài thực vật có hoa thuộc họ Cẩm chướng. Loài này được Makaschv. mô tả khoa học đầu tiên.